# Hôtel de Gras
L'Hôtel de Gras est un hôtel particulier situé au n° 3 de la place des Prêcheurs, à Aix-en-Provence, Provence-Alpes-Côte d'Azur, France.

## Construction et historique
Un premier bâtiment était déjà présent au XIVe siècle et appartenait à Jean Martin, seigneur de Puyloubier.
Entre le XVIIe et le XVIIIe siècle, le bâtiment fut probablement rénové pour se conformer aux nouveaux développements architecturaux et urbains de la capitale administrative de Provence.
Au XVIIIe siècle, les lieux appartinrent aux Rousset (Arnaud de Rousset), qui le vendirent en 1716 à Jean de Mayol, conseiller à la Cour des comptes d'Aix. Puis l'hôtel particulier passa en 1766 à son petit-neveu Honoré de Gras, conseiller au Parlement, dont l'immeuble garda le nom depuis.

## Architecture
La porte d'entrée est remarquable : à encadrement de pilastres à chapiteaux ioniques. Au XVIIIe siècle, elle était surmontée d'armoiries sculptées dans le bois par un certain Chastel. Aujourd'hui elles sont conservées au musée Paul Arbaud, quelques rues plus loin.
Les boiseries d'intérieur ont été sculptées par Jean-Baptiste Saurin. On remarque deux figures : un jeune homme et une jeune fille dans le style turc. 
Un boudoir de style Transition se trouve au rez-de-chaussée, on y trouve des gypseries typiquement provençales et des décors ornés du XVIIIe siècle.

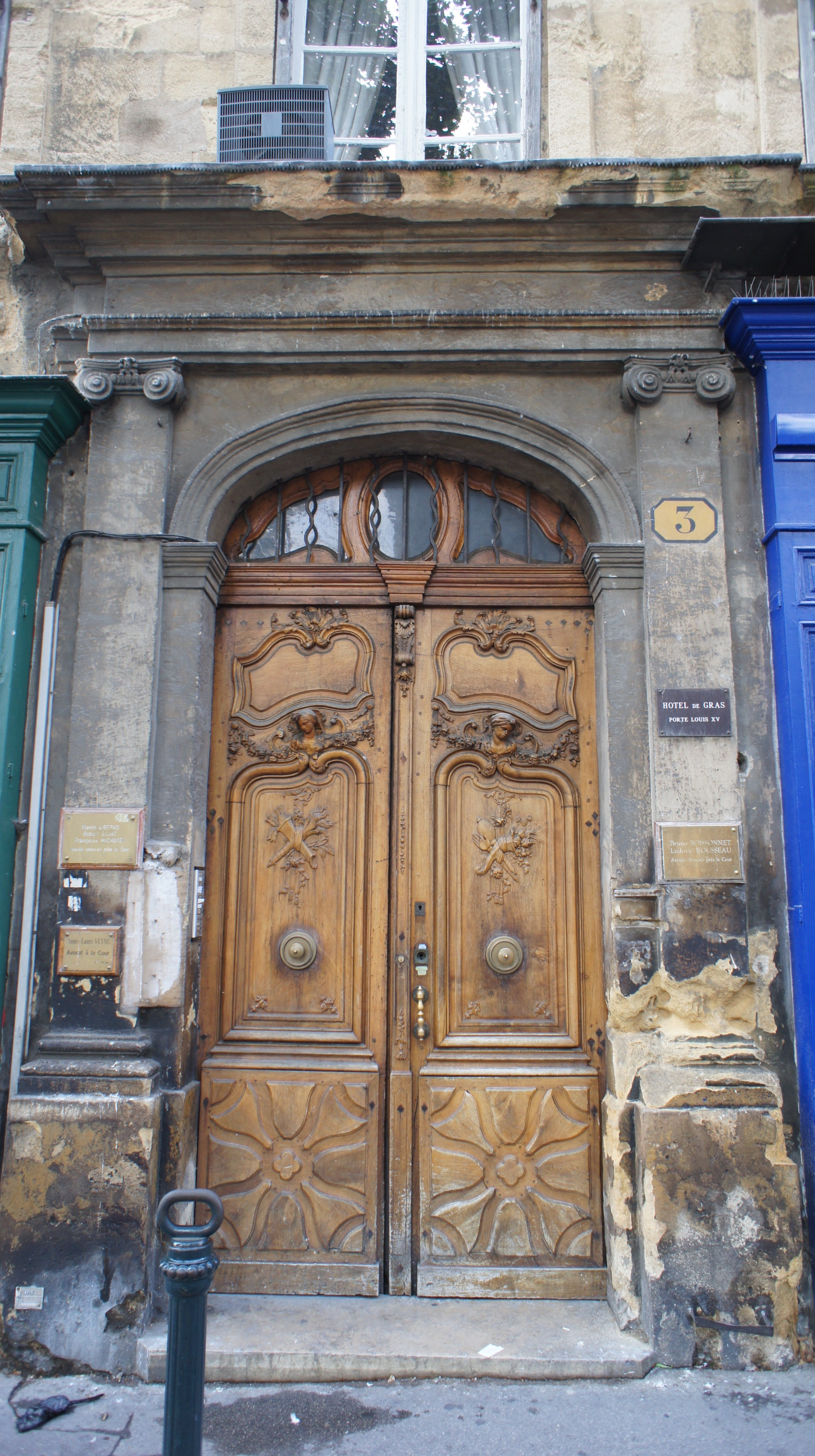
Porte « Louis XV » de l'hôtel de Gras
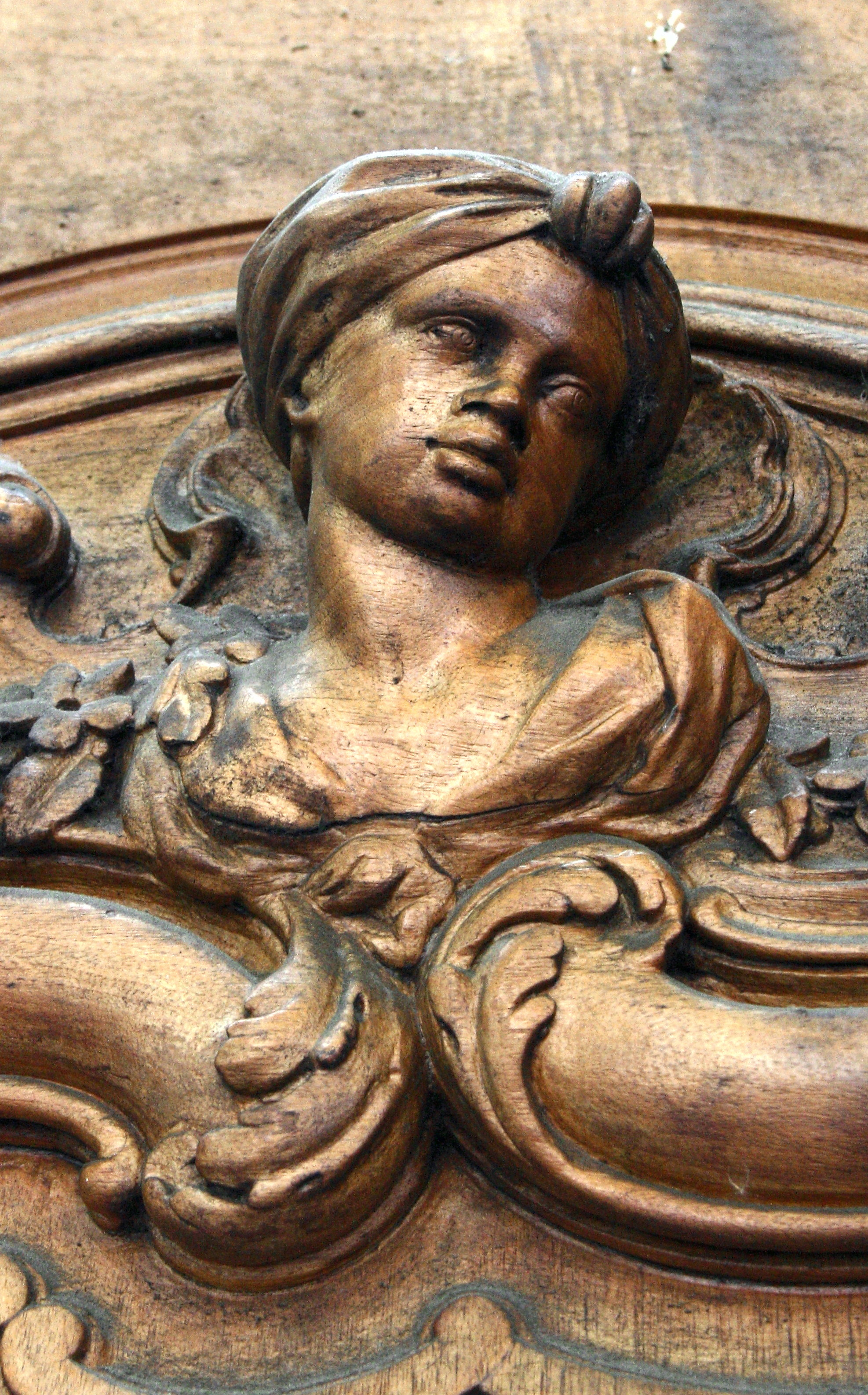
Détail : mascaron de boiserie de la porte d'entrée